# Ponte dell'autostrada A1
Le Ponte dell'autostrada A1 est un des ponts de Florence, qui permet la traversée de  l'Arno par l'autoroute italienne A1.
Il est en béton armé, a une longueur de 180 mètres, une hauteur maximale de  20 mètres, cinq arches d'une portée de 32,20 mètres et d'une largeur de 20 mètres.
Il a été réalisé de 1960 à 1961 sur un projet géré par la Società Autostrade S.p.A..
En plus d'être autoroutier, il permet le passage de la ligne ferroviaire Florence-Pise.

## Sources
- (it) Cet article est partiellement ou en totalité issu de l’article de Wikipédia en italien intitulé « Ponte dell'autostrada A1 » (voir la liste des auteurs).